# جرزيغورز أولزاك
جرزيجورز أولزاك، وُلِدَ في عام 1969 في بولاوي، وهو موظف مدني ودبلوماسي بولندي. منذ عام 2023، يشغل منصب القائم بالأعمال البولندي لدى ليبيا، وقد كان سفير بولندا لدى الكويت بين عامي 2013 و2017.

## التعليم
تخرج جرزيجورز أولزاك من جامعة وارسو في حيث حصل على درجتي الماجستير في الدراسات العربية (1996) والعلاقات الدولية (1998). كما درس في المدرسة الوطنية للإدارة العامة خلال فترة من 1999 إلى 2001. قضى ثلاث سنوات في القاهرة، منها سنتان كطالب في جامعة القاهرة وسنة واحدة كمساعد لمدير المركز البولندي لآثار البحر الأبيض المتوسط بجامعة وارسو في القاهرة.  
بعد تخرجه، عمل في وزارة الداخلية والإدارة كعضو في القوات المسلحة البولندية في سوريا. 

## المسيرة المهنية
- من عام 2001 إلى 2005، شغل جرزيغورز منصب مدير مكتب الوزير في وزارة البيئة.

- في يناير 2005، انضم إلى وزارة الخارجية.
- بين أكتوبر 2005 وأغسطس 2009، كان نائب رئيس السفارة في القاهرة، حيث تولى مهام القائم بالأعمال لمدة ثمانية أشهر.
- عمل رئيسًا لوحدة في قسم أفريقيا والشرق الأوسط بوزارة الخارجية.
- من فبراير إلى يوليو 2012، شغل منصب رئيس قسم المصالح الأمريكية في سفارة بولندا بدمشق، سوريا. [2] [4]
- عام 2012، تم ترشيحه ليكون سفيرًا لبولندا لدى الكويت، معتمدًا أيضًا لدى البحرين. [5] وبدأ مهامه في 23 أبريل 2013 [3] وانتهت ولايته في 31 أغسطس 2017. [6] [7]
- في خريف عام 2023، أصبح قائمًا بالأعمال في ليبيا ومقيمًا في تونس. [8]

## اللغات
و يتحدث أولزاك اللغات الإنجليزية والعربية والروسية إلى جانب اللغة البولندية. 